# 택시운전자격증
택시운전자격증은 영업용으로 사용되는 택시를 운전하기 위해 필요한 자격증을 가리키는 단어이다. 한국교통안전공단에서 주로 시험하는 자격증이다.

## 설명
택시운전자격증은 노란색 번호판을 달고 영업용으로 운행하는 택시를 몰기위해선 반드시 있어야하는 자격증으로 1992년부터 새로이 도입되었다. 만 20세 이상에 운전면허증을 취득한지 1년이 경과하면 응시가 가능하며 2012년 이전에는 택시운전자격증에다 최소 1종 보통 이상의 운전면허증이 소지되어야만 비로소 택시를 운전하는 것이 가능했지만 2012년부터는 택시운전자격증만 가지고 있으면 2종 보통의 운전면허증으로도 택시를 운전하는 것이 가능해졌다. 택시 기사가 되기 위해서는 반드시 있어야하는 자격증이며 택시운전자격증을 취득하기위해 나오는 시험은 총 80문제가 출시되는데 이중에서 48문제를 정답으로 맞추어야 최종 합격이 된다.

## 같이 보기
- 택시
- 영업용
- 자격증